# Сімферопольський район (1965—2023)
Сімферо́польський райо́н (рос. Симферопольский район, крим. Aqmescit rayonı) — колишній район у центральній частині Криму, зараз у складі нового Сімферопольського району. Адміністративний центр — місто Сімферополь. Населення становить 157 843 жителів (на 1.08.2012).

## Географія

### Заповідний фонд
- Пам'ятка природи «Плакуча скеля» — мальовнича ділянка в долині річки Західний Булганак з обривом корінних порід, в нижній частині якого утворена порожнина, з якої витікають ґрунтові води. Схил вкритий лучними травами, чагарниковими та лісовими угрупованнями[1].

## Адміністративний поділ

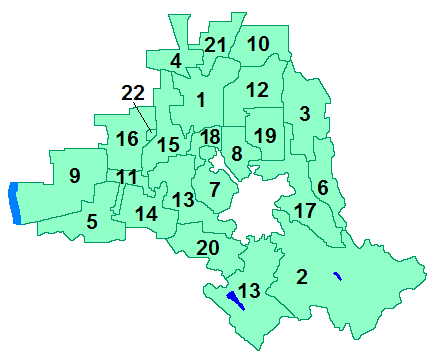
Адміністративний поділ Сімферопольського району

Район адміністративно-територіально поділяється на 4 селищні ради та 18 сільських рад, які підпорядковані Сімферопольській районній раді та об'єднують 109 населених пунктів.
1. Гвардійська селищна рада
2. Добрівська сільська рада
3. Донська сільська рада
4. Журавлівська сільська рада
5. Кольчугинська сільська рада
6. Мазанська сільська рада
7. Мирнівська сільська рада
8. Молодіжненська селищна рада
9. Миколаївська селищна рада
10. Новоандріївська сільська рада
11. Новоселівська сільська рада
12. Первомайська сільська рада
13. Перовська сільська рада
14. Пожарська сільська рада
15. Родниківська сільська рада
16. Скворцівська сільська рада
17. Трудівська сільська рада
18. Укромнівська сільська рада
19. Урожайнівська сільська рада
20. Чистенська сільська рада
21. Широківська сільська рада

Зникле село Кадикой.

## Транспорт
Територією району проходить автошлях E105.

## Населення
Розподіл населення за віком та статтю (2001)
| Стать | Всього | До 15 років | 15-24  | 25-44  | 45-64  | 65-85  | Понад 85 |
| --- | ------ | ----------- | ------ | ------ | ------ | ------ | -------- |
| Чоловіки | 70 255 | 13 289      | 12 968 | 21 280 | 16 659 | 5881   | 178      |
| Жінки | 78 987 | 12 581      | 12 633 | 22 368 | 20 103 | 10 612 | 690      |
| \| Статево-вікова піраміда \| Статево-вікова піраміда \| Статево-вікова піраміда \| \| ----------------------- \| ----------------------- \| ----------------------- \| \| Чоловіки \| Вік \| Жінки \| \| 178 \| 85 + \| 690 \| \| 299 \| 80-84 \| 860 \| \| 1006 \| 75-79 \| 2479 \| \| 2118 \| 70-74 \| 3570 \| \| 2458 \| 65-69 \| 3703 \| \| 4138 \| 60-64 \| 5671 \| \| 2440 \| 55-59 \| 3051 \| \| 4460 \| 50-54 \| 5184 \| \| 5621 \| 45-49 \| 6197 \| \| 6087 \| 40-44 \| 6518 \| \| 5370 \| 35-39 \| 5780 \| \| 4707 \| 30-34 \| 4866 \| \| 5116 \| 25-29 \| 5204 \| \| 5943 \| 20-24 \| 5955 \| \| 7025 \| 15-20 \| 6678 \| \| 6086 \| 10-14 \| 5628 \| \| 4060 \| 5-9 \| 3845 \| \| 3143 \| 0-4 \| 3108 \| |        |             |        |        |        |        |          |
| Статево-вікова піраміда |        |             |        |        |        |        |          |
| Чоловіки | Вік    | Жінки       |        |        |        |        |          |
| 178 | 85 +   | 690         |        |        |        |        |          |
| 299 | 80-84  | 860         |        |        |        |        |          |
| 1006 | 75-79  | 2479        |        |        |        |        |          |
| 2118 | 70-74  | 3570        |        |        |        |        |          |
| 2458 | 65-69  | 3703        |        |        |        |        |          |
| 4138 | 60-64  | 5671        |        |        |        |        |          |
| 2440 | 55-59  | 3051        |        |        |        |        |          |
| 4460 | 50-54  | 5184        |        |        |        |        |          |
| 5621 | 45-49  | 6197        |        |        |        |        |          |
| 6087 | 40-44  | 6518        |        |        |        |        |          |
| 5370 | 35-39  | 5780        |        |        |        |        |          |
| 4707 | 30-34  | 4866        |        |        |        |        |          |
| 5116 | 25-29  | 5204        |        |        |        |        |          |
| 5943 | 20-24  | 5955        |        |        |        |        |          |
| 7025 | 15-20  | 6678        |        |        |        |        |          |
| 6086 | 10-14  | 5628        |        |        |        |        |          |
| 4060 | 5-9    | 3845        |        |        |        |        |          |
| 3143 | 0-4    | 3108        |        |        |        |        |          |

Національний склад населення району за переписом 2001 р. та 2014 р.
|                 | 2001        | 2001      | 2014        | 2014      |
|                 | чисельність | частка, % | чисельність | частка, % |
| --------------- | ----------- | --------- | ----------- | --------- |
| росіяни         | 73 753      | 49,4      | 84 049      | 55,3      |
| українці        | 35 098      | 23,5      | 22 521      | 14,8      |
| кримські татари | 33 161      | 22,2      | 34 184      | 22,5      |
| білоруси        | 2 038       | 1,4       | 1 322       | 0,9       |
| вірмени         | 849         | 0,6       | 879         | 0,6       |
| татари          | 545         | 0,4       | 3 760       | 2,5       |
| греки           | 517         | 0,3       | 405         | 0,3       |
| молдовани       | 255         | 0,2       | 190         | 0,1       |
| поляки          | 245         | 0,2       | 172         | 0,1       |
| азербайджанці   | 237         | 0,2       | 283         | 0,2       |
| чуваші          | 196         | 0,1       | 161         | 0,1       |
| німці           | 191         | 0,1       | 140         | 0,1       |
| узбеки          | 168         | 0,1       | 315         | 0,2       |
| болгари         | 116         | 0,1       | 115         | 0,1       |

Етномовний склад району (рідні мови населення за переписом 2001 р.)
|                          | російська | кримськотатарська | українська | вірменська | білоруська |
| Сімферопольський район   | 67,0      | 21,4              | 9,6        | 0,3        | 0,3        |
| ------------------------ | --------- | ----------------- | ---------- | ---------- | ---------- |
| смт Гвардійське          | 74,9      | 13,3              | 10,9       | 0,2        | 0,3        |
| смт Молодіжне            | 79,1      | 13,9              | 6,1        | 0,2        | 0,2        |
| смт МИКОЛАЇВКА           | 92,6      | 0,7               | 6,1        |            | 0,1        |
| Добрівська сільрада      | 57,5      | 33,0              | 6,6        | 0,5        | 0,2        |
| Донська сільрада         | 74,5      | 7,0               | 16,0       | 0,3        | 0,4        |
| Журавлівська сільрада    | 77,5      | 10,8              | 10,9       | 0,2        | 0,1        |
| Кольчугінська сільрада   | 54,9      | 28,9              | 15,0       | 0,1        | 0,4        |
| Мазанська сільрада       | 69,1      | 21,6              | 8,4        | 0,1        | 0,5        |
| Мирнівська сільрада      | 80,7      | 10,2              | 7,7        | 0,4        | 0,3        |
| Новоандріївська сільрада | 74,5      | 5,4               | 19,3       |            | 0,6        |
| Новоселівська сільрада   | 60,1      | 19,6              | 16,3       |            | 0,4        |
| Первомайська сільрада    | 63,8      | 17,8              | 17,2       | 0,1        | 0,3        |
| Перовська сільрада       | 75,2      | 17,4              | 5,9        | 0,2        | 0,1        |
| Пожарська сільрада       | 64,1      | 19,5              | 14,7       | 0,3        | 0,6        |
| Родниківська сільрада    | 58,0      | 28,8              | 11,9       | 0,2        | 0,4        |
| Скворцівська сільрада    | 73,4      | 13,2              | 11,9       | 0,5        | 0,2        |
| Трудівська сільрада      | 54,8      | 30,8              | 5,6        | 0,9        | 0,4        |
| Укромнівська сільрада    | 73,0      | 18,7              | 7,6        | 0,2        | 0,1        |
| Урожайнівська сільрада   | 56,2      | 31,2              | 10,7       | 0,1        | 0,2        |
| Чистенська сільрада      | 56,0      | 36,6              | 5,7        | 0,5        | 0,2        |
| Широківська сільрада     | 72,7      | 6,1               | 19,0       |            | 0,8        |